# Felisberto de Deus
Felisberto de Deus (Ermera, 6 luglio 1999) è un mezzofondista e siepista est-timorese.

## Biografia
Ha iniziato a praticare l'atletica leggera nel 2011 e ha debuttato a livello internazionale nel 2017 partecipando ai campionati asiatici di Bhubaneswar, dove si è classificato nono nei 3000 metri siepi.
Nel 2018 ai Giochi asiatici di Giacarta si è classificato dodicesimo sia nei 5000 metri piani che nei 3000 metri siepi, in quest'ultima specialità registrando il record nazionale di Timor Est con il tempo di 9'14"07.
Nel 2019 ha conquistato due nuovi record nazionali nei 5000 e 10 000 metri piani (rispettivamente 14'35"57 e 30'52"52) classificandosi quarto e quinto ai Giochi del Sud-est asiatico.
Nel 2021 ha prenso parte ai Giochi olimpici di Tokyo nei 1500 metri piani. È stato, assieme a Imelda Ximenes Belo, portabandiera di Timor Est alla cerimonia di apertura.

## Record nazionali
- 5000 metri piani: 14'35"57 ( New Clark City, 9 dicembre 2019)
- 10 000 metri piani: 30'52"52 ( New Clark City, 7 dicembre 2019)
- 3000 metri siepi: 9'14"07 ( Giacarta, 27 agosto 2018)

## Palmarès
| Anno | Manifestazione              | Sede        | Evento        | Risultato | Prestazione | Note                                     |
| ---- | --------------------------- | ----------- | ------------- | --------- | ----------- | ---------------------------------------- |
| 2017 | Campionati asiatici         | Bhubaneswar | 3000 m siepi  | 9º        | 9'48"10     |                                          |
| 2018 | Giochi asiatici             | Giacarta    | 5000 m piani  | 12º       | 15'10"71    |                                          |
| 2018 | Giochi asiatici             | Giacarta    | 3000 m siepi  | 12º       | 9'14"07     | Record nazionale                         |
| 2019 | Giochi del Sud-est asiatico | Manila      | 5000 m piani  | 4º        | 14'35"57    | Record nazionale                         |
| 2019 | Giochi del Sud-est asiatico | Manila      | 10000 m piani | 5º        | 30'52"52    | Record nazionale                         |
| 2023 | Giochi asiatici             | Hangzhou    | 1500 m piani  | Batteria  | 3'57"66     |                                          |
| 2023 | Giochi asiatici             | Hangzhou    | 5000 m piani  | 15º       | 14'43"88    | Miglior prestazione personale stagionale |